# Episodi di Keroro (quarta stagione)
La quarta stagione della serie anime Keroro comprende da 51 episodi, è andata in onda in Giappone dal 7 aprile 2007 al 29 marzo 2008. In Italia, di questa stagione, è stato trasmesso solo il primo episodio, sul canale Hiro, il 27 gennaio 2010, mentre tutti gli altri sono inediti.

## Lista episodi
| Nº  | Titolo italiano Giapponese 「Kanji」 - Rōmaji | In onda           | In onda         |
| Nº  | Titolo italiano Giapponese 「Kanji」 - Rōmaji | Giapponese        | Italiano        |
| 155 | L'inno del plotone. Signorsi! 「ケロロ小隊 絶好調！ であります」 - Keroro Shōtai zekkōchō! de ArimasuGara di risonanza. Signorsi! 「ケロロ小隊 大共鳴！ であります」 - Keroro Shōtai Daikyōmei! de Arimasu | 7 aprile 2007     | 27 gennaio 2010 |
| 156 | 「ケロロ 合体!ケロロロボ であります」 - Keroro Gattai! Keroro Robo de Arimasu – "Keroro, Coalescenza! Keroro Robo"「ケロロ 侵略!桜最前線 であります」 - Keroro Shinryaku! Sakura Saizensen! de Arimasu – "Keroro, Invasione! Fiori di Ciliegio in Prima Linea!" | 14 aprile 2007    | —               |
| 157 | 「プルル 看護長におまかせ! であります」 - Pururu Kangochō ni Omakase! de Arimasu – "Lascia Fare al Medico Pururu!"「夏美 今日の占い であります」 - Natsumi Kyō no Uranai de Arimasu – "Natsumi, L'Oroscopo di Oggi" | 21 aprile 2007    | —               |
| 158 | 「ケロロ 過去の栄光 であります」 - Keroro Kako no Eikō de Arimasu – "Keroro, Vittorie Passate"「ギロロ 禁断の記憶 であります」 - Giroro Kindan no Kioku de Arimasu – "Giroro, Ricordi Vietati" | 28 aprile 2007    | —               |
| 159 | 「ケロロ 白熱!カードバトル であります」 - Keroro Hakunetsu! Kādo Batoru – "Keroro, Incandescenza! Battaglia di Carte"「ケロロ 狙われた小隊 であります」 - Keroro Nerawareta Shōtai de Arimasu – "Keroro, Il Plotone Mirato" | 5 maggio 2007     | —               |
| 160 | 「桃華 最強の母の日 であります」 - Momoka Saikyō no Haha no Hi de Arimasu – "Momoka, La più Grande Festa della Mamma" | 12 maggio 2007    | —               |
| 161 | 「プタタ&メケケ 必殺 お仕事人 であります」 - Putata & Mekeke Hissatsu Oshigotojin de Arimasu – "Putata & Mekeke, Contatto Mortale" | 19 maggio 2007    | —               |
| 162 | 「ちびケロ あのころジョリリ であります」 - Chibi Kero Ano Koro Joriri de Arimasu – "Chibi Kero, Quei Giorni, Joriri" | 26 maggio 2007    | —               |
| 163 | 「夏美 さよならサブロー であります」 - Natsumi Sayonara Saburō de Arimasu – "Natsumi, Addio Saburo"「冬樹&アリサ 雨の怪物 であります」 - Fuyuki & Arisa Ame no Kaibutsu de Arimasu – "Fuyuki & Alisa, Il Mostro di Pioggia" | 2 giugno 2007     | —               |
| 164 | 「ケロロ ニョロロ滅亡? であります」 - Keroro Nyororo Metsubō? de Arimasu – "Keroro, L'estinzione di Nyororo?"「ラビー お嫁に行きます! であります」 - Rabī Oyome ni Ikimasu! de Arimasu – "Lavie, Vicende di una Sposa d'onore!" | 9 giugno 2007     | —               |
| 165 | 「クルル 臨時隊長 であります」 - Kururu Rinji Taichō de Arimasu – "Kururu, Capitano Temporaneo"「小雪 普通猛特訓 であります」 - Koyuki Futsū Mōtokkun de Arimasu – "Koyuki, Solita Formazione" | 16 giugno 2007    | —               |
| 166 | 「ケロロ くだけ!ウェットルロボ であります」 - Keroro Kudake! Wettoru Robo de Arimasu – "Keroro, Schiacciare! Wettol Robo"「ケロロ 突撃!ウェットルヒューマン であります」 - Keroro Totsugeki! Wettoru Hyūman de Arimasu – "Keroro, Assalto! Wettol Umano" | 23 giugno 2007    | —               |
| 167 | 「556 カップメンの作り方 であります」 - Kogorō Kappumen no Tsukurikata de Arimasu – "556, Come Fare il Ramen"「ケロロ 攻略!クロスワード であります」 - Keroro Kōryaku! Kurosuwādo de Arimasu – "Keroro, Cattura! Cruciverba" | 30 giugno 2007    | —               |
| 168 | 「ケロロ 期間限定大侵略 であります」 - Keroro Kikan Gentei Daishinryaku de Arimasu – "Keroro, Grande Invasione Limitata"「桃華 七夕限定の私 であります」 - Momoka Tanabata Gentei no Watashi de Arimasu – "Momoka, Il mio Tanabata Limitato" | 7 luglio 2007     | —               |
| 169 | 「ウレレ 電車の王様 であります」 - Urere Densha no Ōsama de Arimasu – "Urere, Il Re dei Treni"「ギロロ 美少女と液体ケロン人 であります」 - Giroro Bishōjo to Ekitai Keronjin de Arimasu – "Giroro, Bella Ragazza e Liquido Keroniano" | 14 luglio 2007    | —               |
| 170 | 「冬樹&ケロロ あばけ!七不思議 であります」 - Fuyuki & Keroro Abake! Nana Fushigi de Arimasu – "Fuyuki & Keroro, Rivelazione! Le Sette Meraviglie"「プルル&散世 秘密の友だち であります」 - Pururu & Chiruyo Himitsu no Tomodachi de Arimasu – "Pururu & Chiruyo, Amico Segreto" | 21 luglio 2007    | —               |
| 171 | 「タママ 理由なき反抗 であります」 - Tamama Riyūnaki Hankō de Arimasu – "Tamama, Gioventù Bruciata"「クルル と お留守番? であります」 - Kururu to Orusuban? de Arimasu – "Kururu, Quando è stata una Domestica?" | 28 luglio 2007    | —               |
| 171 | Nella prima parte il soldato semplice Tamama attraversa una fase di insubordinazione, che lo rende arrogante e indifferente; i restanti membri del plotone, con l'aiuto dei terrestri, riusciranno a far tornare normale Tamama. Nella seconda parte Keroro, Dororo, Giroro, Tamama e Angol Mois partono alla volta dello spazio per concedersi un periodo di relax; l'unico a rimanere a casa Hinata è Kururu e cercando di essere "normale" con Fuyuki e Natsumi, riuscirà a sventare la minaccia di un'astronave in grado di conquistare Pekopon autonomamente comprata giorni prima da Keroro. |                   |                 |
| 172 | 「アリサ&冬樹 UMA対ダンガル! であります」 - Arisa F fuyuki UMA tai Dangaru! de Arimasu – "Alisa & Fuyuki, UMA Versus Dangal!" | 4 agosto 2007     | —               |
| 173 | 「ケロロ ヤマトとカプー でありんす」 - Keroro Yamato to Kapū de Arinsu – "Keroro, Yamato e Kappa" | 11 agosto 2007    | —               |
| 173 | L'episodio inizia con la presentazione di Yamato, un ragazzo di campagna che presiede un laghetto incontaminato con la speranza di rivedere un suo vecchio amico: Kapu, il difensore della giustizia. Per coincidenza anche Fuyuki Hinata si reca verso lo specchio d'acqua, ma con la speranza di risolvere un enigma dell'occulto. Intanto a casa degli Hinata, Keroro è disperato perché il giorno precedente, entrando in stanza di Fuyuki con un nuovo modellino, gli ha distrutto la collezione di oggetti dell'occulto e pertanto si vuole scusare, ma non trovandolo chiede a Natsumi dove lo potrebbe trovare e si dirige a tutta fretta verso il laghetto. Dopo essersi schiantato con la navicella trova Fuyuki nel bosco, ma nel mentre viene rapito da Yamato che lo scambia per Kapu; il sergente e il ragazzo diventano ben presto amici, ma Yamato lo vorrebbe solo per lui, a protezione delle ingiustizie. Alla fine l'amicizia fra Keroro e Fuyuki prevarrà ed insieme torneranno a casa. |                   |                 |
| 174 | 「ケロロ ブッチャ毛、アフロで音頭? であります」 - Keroro Buccha Ke, Afuro de ondo? de Arimasu – "Keroro, Capelli Massacrati, e l'Afro Ondo?"「ドロロ 不思議の山 であります」 - Dororo Fushigi no Yama de Arimasu – "Dororo, Merviglia della Montagna" | 18 agosto 2007    | —               |
| 174 | Mentre i membri della famiglia Hinata e Dororo sono da nonna Akina, Keroro e il resto del plotone sta preparando un mega-concerto di Dance Man. Nel frattempo Fuyuki e Dororo nel bosco, scoprono in una roccia una grande sfera che, dopo essere stata attivata per sbaglio da Fuyuki, inizia a inseguirli; contemporaneamente in città inizia il concerto ma ad esibirsi non è Dance Man ma Tonto Man ed il sergente spiega che in realtà l'evento è un piano per invadere Pekopon, tramite l'assorbimento della vitalità degli umani. Nel mentre Dororo riesce a bloccare la sfera e da essa fuoriesce Dance man, che era stato precedentemente rapito da Tonto Man. Alla fine Dance Man, insieme a Dororo, interverrà nel concerto mandando a monte i piani del sergente, che per punizione, inflittagli da Natsumi, dovrà pulire tutta la casa della nonna. Mentre il plotone svolge le pulizie, Dororo, che è in allenamento nel bosco, viene attirato da una strana nebbia in cui trova una ragazza che gioca con un cane ed improvvisamente scoppia un acquazzone; i 2, seguiti dal ninja, iniziano a correre verso casa per ripararsi ma la ragazza cade nel fiume e fortuitamente viene salvata da Dororo. Il plotone, preoccupato per il soldato scelto, inizia a cercarlo anche se Keroro preferisce ripararsi dalla calura con Lady Angol Mois; durante le ricerche viene rinvenuto uno dei pugnali che usa Dororo, però già ossidato, come se fosse lì da anni. Kururu intuisce che qualcosa non quadra e difatti, anche con l'aiuto del satellite in orbita, non rileva Dororo; quest'ultimo, pur con l'antibarriera, viene visto dalla ragazza che lo ringrazia per l'aiuto. Alla fine Dororo rientra nella misteriosa nebbia e ritornando al suo giusto tempo ritrova gli altri: infatti la ragazza, non era altri che nonna Akina. |                   |                 |
| 175 | 「ケロロ 飛び込め!ビニールプール であります」 - Keroro Tobikome! Binīru Pūru de Arimasu – "Keroro, Immersione! Piscina in Vinile"「冬樹&夏美 新しい朝がきた であります」 - Fuyuki & Natsumi Atarashii Asa ga Kita de Arimasu – "Fuyuki & Natsumi, Un Nuovo Giorno è qui" | 25 agosto 2007    | —               |
| 175 | Nella prima parte Keroro vorrebbe andare in piscina per rinfrescarsi dalla calura; il sergente chiede a Fuyuki di accompagnarlo, ma lui declinando l'invito dice che anche sua sorella e Koyuki si sono recate in piscina, ma chiamandole viene a sapere che il luogo è stato preso d'assalto. Keroro, alla notizia, rimane sconsolato ma Fuyuki si ricorda di una piscinetta gonfiabile riposta nello scantinato; dopo averla preparato i ranocchi, Angol Mois e Fuyuki si rimpiccioliscono per vivere meglio l'esperienza. Dopo poco Natsumi e Koyuki tornano a casa e trovando la piscina "vuota" si tuffano provocando uno piccolo tsunami per il plotone. Nella seconda parte Nonna Akina spedisce 2 angurie a casa degli Hinata e mentre una viene mangiata, l'altra viene rubata dal plotone; con quest'ultima Keroro vuole creare un'anguria più grande per poter mangiare tutti insieme ma il cocomero assume personalità propria diventando cattivo, ma Dororo lo elimina subita riportandolo a semplice anguria. Il mattino dopo Keroro e Tamama escono di mattina presto, seguiti da un sospettoso Fuyuki, in compagnia di Natsumi: in realtà i 2 ranocchi stanno semplicemente seguendo un allenamento per poter vincere un premio (una semplice matita). |                   |                 |
| 176 | 「ちびケロ さらば夏休み！ であります」 - Chibi Kero Saraba Natsuyasumi! de Arimasu – "Chibi Kero, Addio Vacanze Estive!" | 1º settembre 2007 | —               |
| 176 | È arrivato l'ultimo giorno delle vacanze estive e come al solito Fuyuki è ancora indietrissimo con i compiti: l'unico lavoro completato è la creazione di una scultura che però è stata rimaneggiata; quando il ragazzo si lamenta con Natsumi, lei lo rimprovera per la sua pigrizia mostrandogli la sua opera, che però è anch'essa danneggiata. Natsumi non ha dubbi: è colpa di Keroro. Il sergente si dichiara innocente ma è creduto solo dopo aver ricevuto un bel calcione dalla ragazza. Keroro si ricorda che anche lui visse un'esperienza simile da girino e inizia a raccontarla agli Hinata e a Tamama, mentre Dororo è sconsolato come al solito. Un po' come Fuyuki anche il sergente non fece i compiti gradualmente e si ritrovò all'ultimo giorno delle vacanze disperato; per finire chiese aiuto a Giroro, Pururu e Dororo e anche se contrariati aiutarono Keroro. Inoltre il sergente ricevette l'aiuto di Yoriri, anche se si rivelò poco utile in quanto gli fece costruire dei poggiapiedi: mentre Keroro costruiva, Dororo si accorse che qualcuno fece appassire tutte le piante che aveva coltivato quell'estate, come compito. Il sergente, vedendo le piantine morte, ne chiese una a Dororo, con la speranza di farla rifiorire: mentre tornava a casa, trovò una pozione rigenerativa (creata da Kururu per altre circostanze) e la somministrò alla pianta con effetti disastrosi, in quanto questa divenne enorme e cattiva. Dopo una lunga battaglia i ranocchi, con l'aiuto di Yoriri, riuscirono ad avere la meglio usando della semplice acqua. Quando Keroro finisce di raccontare questo aneddoto si sentono dei rumori dal soffitto: è Yoriri che fa il bagno con l'aiuto di Angol Mois; la rana dice di aver modificato lui i compiti degli Hinata e di essere in vacanza su Pekopon e con l'occasione vorrebbe regalare al sergente un seme di quella pianta sconfitta anni prima. |                   |                 |
| 177 | 「ドクク ガスケロン人第１号 であります」 - Dokuku Gasu Keronjin Daiichigō de Arimasu – "Dokuku, Gas Keroniano Numero Uno"「ケロロ ペコポン一のガンプラ男 であります」 - Keroro Pekopon Ichi no Ganpura Otoko de Arimasu – "Keroro, Gumpla Boy Numero Uno di Pekopon" | 8 settembre 2007  | —               |
| 177 | A casa degli Hinata è notte: mentre tutti dormono, nella stanza di Natsumi entra un fantasma keroniano che spaventa la ragazza, facendola urlare; Giroro e Fuyuki accorrono velocemente, anche se non vedono alcunché. Natsumi corre verso la stanza di Keroro e abbattendo la porta con un calcio colpisce il fantasma in pieno, in quanto voleva spaventare anche il sergente. Keroro, per poter stabilire una comunicazione chiede aiuto alla ragazza fantasma, ma lei dice che quello non è un fantasma: Kururu conferma tale ipotesi raccontando che esiste un soldato keroniano gassoso che si chiama Dokuku, appartenente al plotone di Surara. Dokuku infatti vuole liberare il fratello Giruru, il keroniano liquido, che era stato fatto "prigioniero" tempo prima e impossessandosi del corpo di Tamama riesce nell'intento. Nella seconda parte Keroro ammira i suoi modellini e giunge alla conclusione che diventando presidente di una fabbrica che li produce invaderebbe velocemente Pekopon; illustrando il piano si vede la molta fantasia del sergente: il sergente interpreta il ruolo di neo-assunto, la sua segretaria è Natsumi, con cui è fidanzato, Giroro è presidente e Fuyuki suo figlio, Dororo è un impiegato mentre Tamama e Kururu sono rivali. Alla fine Giroro nomina il sergente presidente e coronerà il suo sogno d'amore con Natsumi. Finito di visionare il piano un po' tutti i membri del plotone sono arrabbiati e pertanto fallisce nell'immediato. |                   |                 |
| 178 | 「桃華 ゴースト 日向家の幻 であります」 - Momoka Gōsuto Hinataka no Maboroshi de Arimasu – "Momoka & Fantasma, Il Fantasma di Casa Hinata" | 15 settembre 2007 | —               |
| 178 | Momoka per poter far colpo su Fuyuki decide di diventare un fantasma, in modo tale da attirare maggiormente l'attenzione del ragazzo. Per riuscire in questa strana trasformazione chiede aiuto a Keroro, aiutata da Tamama; inizialmente il sergente non sembra entusiasta, ma quando sente che in caso di riuscita del piano otterrebbe una bella ricompensa accetta immediatamente. Con il pensiero di costruire una torre di modellini, Keroro convoca tutti i membri del plotone con l'obiettivo di trasformare Momoka: grazie ad una macchina molto costosa il piano riesce. Allo stato di fantasma nessuno vede la ragazza, se non la ragazza fantasma che vive a casa degli Hinata; inoltre Kururu informa che il processo di trasformazione è irreversibile. Momoka dopo aver passato una sera in casa di Fuyuki si rende conto che essere fantasma non serve a nulla in quanto non può comunicare ed essere vista. Keroro con la paura di perdere la ricompensa fa modificare la macchina a Kururu e grazie ad una campanella riescono ad individuare il fantasma, riportandolo allo stato umano. Keroro non prenderà nessuna ricompensa ed inoltre modificare la macchina ha comportato una spesa molta elevata. L'episodio finisce con l'incontro di Momoka e Fuyuki, fuori da scuola, dove quest'ultimo le prende la mano per correre verso la biblioteca, rendendola molto felice. |                   |                 |
| 179 | 「ケロロ 出馬する！ であります」 - Keroro Shutsuba suru! de Arimasu – "Keroro, Esecuzione di un'elezione!"「夏美＆ギロロ 帰れない二人 であります」 - Natsumi & Giroro Kaerenai Futari de Arimasu – "Natsumi & Giroro, I Due Che Non Possono Ritornare" | 22 settembre 2007 | —               |
| 179 | Il sergente Keroro decide di intraprendere la carriera politica con lo pseudonimo di Kerozo Keroyama; la base del suo partito è la base segreta a casa Hinata e ne fanno parte i membri del plotone con Angol Mois. Keroro inizia una campagna elettorale molto intensa e sembra avere molti seguaci, specialmente fra i più giovani; anche Fuyuki e mamma Aki sembrano convinti del programma elettorale del ranocchio, mentre Natsumi è molto titubante e dubbiosa. Arrivato il giorno dei risultati Keroro arriva ultimo con soli 3 voti, ammettendo di non sapere che i piccoli pekoponiani non possono votare. Nella 2ª parte Keroro è ancora molto arrabbiato per la cocente sconfitta nell'elezioni e volendo eliminare tutto il materiale collegato a quell'evento, cerca di mettere nel frigorifero dimensionale un pupazzo portafortuna: essendo molto grande si incastra ed il sergente spingendo rompe la porta di ingresso per la base segreta. Nel mentre di questi eventi, Natsumi si presenta nella tenda di Giroro, per fargli provare dei biscotti, destinati a Saburo. Il danno fatto da Keroro si ripercuote su Giroro e Natsumi, in quanto si viene a creare un portale quadrimensionale che trasporta i 2, assieme alla tenda, in un deserto. Giroro cerca di mettersi in contatto con Keroro, ma non riuscendoci decide di perlustrare la zona con Natsumi: dopo aver camminato per un po' vengono attaccati da dei ragni-telecamera; riescono a scappare, facendo ritorno in tenda. Arrivata la notte, Giroro, per non cadere in tentazione di Natsumi, decide di fare la guardia al di fuori della tenda; in questa circostanza vede nel cielo la luna e capisce di essere ancora sulla Terra. I 2 vengono di nuovo attaccati dai ragni-telecamera ma stavolta decidono di affrontarli e combattendo hanno la meglio; purtroppo durante la battaglia la tenda del caporale viene distrutta e le uniche cose che si riescono a salvare sono un po' d'acqua e i biscotti preparati da Natsumi. I 2 decidono di rimettersi in viaggio e camminando scorgono la torre dei Nishizawa abbattuta, ipotizzando di essere stati catapultati nel futuro; mentre in Natsumi aumenta la disperazione, dal cielo arriva una navicella dell'esercito di Keron, che fa presupporre a Giororo che i keroniani riusciranno ad invadere Pekopon. Il caporale decide di affrontare dei suoi simili per proteggere la ragazza, ma in realtà quei keroniani non sono altro che Keroro & Co., che hanno ritrovato i dispersi in quanto avvisati da Momoka: infatti non erano finiti nel futuro, ma semplicemente in una proprietà dei Nishizawa in cui hanno potuto ammirare le rovine della "prima torre" della famiglia. |                   |                 |
| 180 | 「ケロロ 争奪大戦争 であります」 - Keroro Sōdatsu Daisensō de Arimasu – "Keroro, Corsa alla Grande Guerra" | 29 settembre 2007 | —               |
| 180 | Alla base segreta il caporale Giroro accusa Keroro di perdere troppo tempo con i modellini dei Gundam, invece di pensare al piano d'invasione ed i 2 arrivano alle mani; lady Angol Mois riporta la serenità portando la merenda. Mentre il plotone mangia la torta, nel giardino degli Hinata, giunge un'astronave keroniana: a bordo vi sono Karara e l'amica Chiroro. Karara è venuta sulla Terra per mostrare al sergente l'amore che prova per lui, in vista del loro matrimonio (almeno nella mente della piccola keroniana). A questo si scatena una lotta a 4 per il cuore di Keroro: Karara, Pururu, Tamama e Angol Mois; fra loro la lotta più accesa è quella fra il soldato semplice e Karara, che porterà alla distruzione di parte della casa degli Hinata. Natsumi, per fermare questo scontro, corre verso la base segreta, ma qui trova una sconsolata lady Angol Mois che rimette in ordine il disordine provocato dai ranocchi; Natsumi non comprende fino in fondo perché Angol Mois tenga così tanto al sergente. Nel frattempo Tamama e Karara regalano dei modellini al sergente, distruggendone altri; Keroro si ritrova sotto una montagna di modellini e Angol Mois, fuori di senno, usa Armageddon a piena potenza: solo il fortuito intervento di Pururu, in una nuova divisa da invasione, salverà la situazione. Karara non vuole mollare e seguendo il consiglio di Yoriri costruisce un robot gigante. Natsumi decide di parlare con Angol Mois, poiché ha vista la sua sofferenza: le 2 sul tetto di casa si confidano, ma Angol Mois decide di restare da sola, sparendo nel nulla. Poco dopo inizia lo scontro finale fra Tamama e la coppia Karara/Chiroro; l'unica che interviene a calmare gli animi è Pururu, ma viene messa fuori gioco dal ricordo di un trauma (come capita spesso a Dororo). Natsumi e Fuyuki, grazie a Kururu, rintracciano Angol Mois e la invitano ad intervenire: in un primo momento resta passiva, ma all'udire la voce di Keroro decide di entrare in azione. Tutti si aspettano Armageddon ma la ragazza preferisce fermare lo scontro preparando la merenda, riuscendoci. A fine episodio Karara e Chiroro tornano su Keron, mentre Angol Mois viene ringraziata per aver riportato la serenità. |                   |                 |
| 181 | 「ムシシ 虫の居所を探せ！ であります」 - Mushishi Mushi no Idokoro o Sagase! de Arimasu – "Mushishi, Alla Ricerca di Insetti!"「桃華 争奪！二人三脚 であります」 - Momoka Sōdatsu! Nininsanyaku de Arimasu – "Momoka, Conflitto! Corsa a Tre Gambe" | 6 ottobre 2007    | —               |
| 181 | Nel primo episodio Natsumi mette in punizione Fuyuki e Keroro per aver giocato con un videogame, senza autorizzazione; mentre i 2 si lamentano della ragazza compare dal nulla un nuovo keroniano: Musisi. Musisi è anziano ed è un collezionista d'insetti e studiando i pekoponiani ha riscontrato in loro una forte paura verso questi animali. Keroro, al sentire questo, decide di sfruttare l'informazione per vendicarsi di Natsumi e delle sue prepotenze. Giroro, Kururu e Keroro vengono sconfitti dalla ragazza mentre Tamama inizia un duello contro l'insetto che dovrebbe spaventare Natsumi. Il plotone sconfitto viene medicato da Angol Mois mentre Musisi decide di ritornare a casa; dopo poco arriva Dororo e racconta che quell'anziano keroniano, tempo prima, era un assassino scelto delle truppe di Keron. Nella seconda parte si assiste allo scontro fra i genitori di Momoka per stabilire chi parteciperà con la figlia alla gara a 3 gambe. Il plotone viene ingaggiato da Baio Nishizawa, il padre della ragazza, ma i ranocchi vengono sconfitti da Ouka, la mamma di Momoka; i 2 genitori arrivano allo scontro diretto, che si interromperà solo quando Kururu azionerà il satellite in orbita, provocando la pioggia e facendo cancellare la gara. Alla fine Momoka, a prescindere dalla corsa, è molto contenta perché passerà la giornata assieme ai genitori. |                   |                 |
| 182 | 「ケロロ 埋蔵金スペシャル であります」 - Keroro Maizōkin Supesharu de Arimasu – "Keroro, Speciale Tesoro Nascosto"「タママ対タママ であります」 - Tamama tai Tamama de Arimasu – "Tamama contro Tamama" | 13 ottobre 2007   | —               |
| 182 | Nella prima parte dell'episodio Natsumi consegna una mappa del tesoro a Fuyuki; il ragazzo parte, in compagnia di Keroro, per cercare il tesoro. Una volta giunti sul luogo il sergente vorrebbe scavare il terreno con un macchinario comandato da Kururu, ma Fuyuki lo invita a sforzarsi con le proprie mani per vivere meglio l'esperienza e Keroro accetta. Scavando, scavando Fuyuki trova un cofanetto con dei suoi vecchi giocattoli, che aveva nascosto quando era piccolo; il sergente, sperando di trovare qualcosa di raro, sembra molto deluso, quando si crea nel terreno una voragine e ci casca dentro: sottoterra trova una valigetta e aprendola viene trasportato in un mondo parallelo. Keroro si ritrova ai tempi del Giappone imperiale e con Giroro deve nascondere quella stessa valigetta, che contiene le ricchezze dell'imperatore Tamama. I 2 troveranno difficoltà nel portare a termine il compito in quanto alcuni ninja (guidati da Dororo e Koyuki) vorranno impossessarsi del contenuto della valigetta: in realtà essa contiene solo un sasso, che Keroro scambia con un modellino di legno, trovato lungo la strada. Arrivato lo scontro finale i 2 servitori dell'imperatore hanno la peggio ma nel momento in cui stanno per morire, Fuyuki risveglia il sergente: quest'ultimo aveva semplicemente sbattuto la testa immaginando tutto, però nella valigetta c'era lo stesso modellino di legno che aveva sognato. Nella seconda parte Tamama arriva con dei regali a casa degli Hinata, ma qui trova un altro Tamama: questi non è altri che uno dei robot-cloni dell'esercito di Keron. Non sapendo chi dei 2 è l'originale (anche se per noi è evidente da alcuni particolari, uno su tutti la forma degli occhi) si decide di fare una sfida con 3 prove. La prima è mangiare una montagna di dolci, ma entrambi si sentono male e pertanto finisce in parità. La seconda è dimostrare quanto amore provano per il sergente e questa prova viene vinta dal clone in quanto egli possiede una versione limitata del robot di Keroro, avente la stella di Keron. La terza è inerente all'impatto Tamama e per la seconda volta la prova vede trionfare il clone. Il vero Tamama è disperato per la sconfitta, quando si accorge che ha un bottone sulla schiena e che il clone è diventato una sua copia perfetta: inizia a sospettare di essere lui il clone. Il vero Tamama, furibondo, sprigiona tutta la sua energia negativa nella palla dell'invidia che distrugge sia il suo clone ma anche gli altri: infatti erano tutti dei cloni che avevano rapito gli originali, sostituendoli. |                   |                 |
| 183 | 「ガルル はた迷惑なバケーション であります」 - Garuru Hata Meiwaku na Bakēshon de Arimasu – "Garuru, Sgradita Intrusione, Vacanza" | 20 ottobre 2007   | —               |
| 183 | È arrivato l'autunno. Natsumi sta raccogliendo le foglie in giardino, con la compagnia di Giroro, quando, dal cielo, si vede l'ombra del tenente Garuru. Il fratello maggiore del caporale è venuto su Pekopon in vacanza, non in missione d'invasione, come inizialmente sospettato da Giroro e Natsumi; inoltre il tenente ha portato a tutti i componenti del plotone dei regali dallo spazio: al fratello minore una piantina di carboidrati galattica e i 2 la sotterrano in giardino con la speranza di farla crescere. Durante la cena, la piantina cresce a dismisura diventa enorme prendendo nome di El Poniaton e diventando un pericolo per tutti; Giroro, per evitare che la pianta possa essere vista dagli umani, le lancia l'antibarriera. I 2 fratelli decidono di affrontare da soli il nuovo pericolo, risultando essere una coppia molto forte. Mentre si svolge la battaglia, Giroro si distrae per un momento, in quanto ripensa ad un episodio della sua infanzia, quando fu salvato, assieme a Keroro, da un cane proprio dal fratello. I 2 pur essendo al massimo delle loro capacità non riescono a battere il nemico: sarà solo l'intervento di SuperNatsumi a far pendere la situazione a favore dei keroniani. Garuru, soddisfatto del comportamento del fratello, decide di ripartire alla volta dello spazio. |                   |                 |
| 184 | 「冬樹 燃え上がれオカルト文化祭 であります」 - Fuyuki Moeagare Okaruto Bunkasai de Arimasu – "Fuyuki, Festival Culturale dell'occulto"「夏美 ロミオとジュリエット？ であります」 - Natsumi Romio to Jurietto? de Arimasu – "Natsumi, Romeo e Giulietta?" | 27 ottobre 2007   | —               |
| 184 | Al liceo di Fuyuki e di Natsumi si svolge la giornata culturale; nella prima parte Fuyuki e Momoka hanno organizzato un incontro sull'occulto, che però viene interrotto da alcuni studenti di altre scuole, appartenenti ad altri gruppi dell'occulto, che vogliono vendicarsi della sconfitta riportata durante la grande sfida dell'occulto. Dopo un primo momento in cui Fuyuki sembrerebbe in grandi difficoltà, la situazione volgerà a suo favore grazie l'intervento della ragazza fantasma che vive a casa sua: infatti fingerà di creare i presupposti di un Poltergeist, esaltando le doti occulte del ragazzo. Keroro nel mentre, insieme al plotone, sta vendendo dei dolcetti. Nella seconda parte Natsumi deve recitare in Romeo e Giulietta, ma la sceneggiatura non è ancora pronta; la ragazza chiede al sergente di aiutarla per poter finire in tempo e Keroro accetta. Durante i lavori Giroro legge la trama dell'opera e sente che manca uno dei protagonisti: il caporale decide di sostituire l'attore mancante per vivere la sua storia d'amore con la ragazza. Non trovando un sostituto Fuyuki propone a Natsumi, Dororo; dopo una fase iniziale di tentennamento, Giroro, alla vista di Dororo, decide di proporsi alla ragazza come attore: Natsumi, vedendo che Giroro conosce la storia, accetta. Giunti al momento della messinscena Giroro scopre la crudele realtà: infatti lui sostituisce Giulietta, creando l'incredulità nel pubblico. |                   |                 |
| 185 | 「ロボボ 機械化大作戦 であります」 - Robobo Kikaika Daisakusen de Arimasu – "Robobo, Grande Operazione Meccanizzata"「タママ ノートですぅ であります」 - Tamama Nōto desū de Arimasu – "Tamama, È un Death Note" | 3 novembre 2007   | —               |
| 185 | La prima parte dell'episodio è una parodia dei mecha e ci sono alcune citazioni a Welcome to the NHK; infatti il personaggio principale è Robobo, uno dei soldati del plotone di Shurara. Robobo arriva sulla Terra con l'obiettivo di prendere la Keron Star a Keroro. Robobo, per poter riuscire in questa missione usa una tecnica in grado di trasformare i viventi negli oggetti che stanno toccando nel momento in cui scatena l'attacco (Keroro diventa un aspirapolvere, Giroro una bomba ecc. ecc.); gli unici che evitano la trasformazione sono Dororo e Koyuki in quanto si accorgono in tempo della presenza del nemico. A casa Hinata Robobo sembra prevalere nei confronti dell'inerme Keroro, quando arriva Dororo che facilmente sconfigge il nemico. Seppur distrutto, Robobo ha le forze necessarie per richiamare su Pekopon una sua copia gigante. Per poterlo sconfiggere Keroro decide di usare i robot dei membri del plotone, formando un unico robot delle stesse dimensioni del nemico; l'unico problema sembra essere quello della mancanza d'equilibrio. Anche questa volta sarà Dororo a risolvere la situazione, grazie ad una tecnica ninja in grado di fargli contrallare il robot, tale da sconfiggere Robobo. La seconda parte è totalmente parodiata da Death Note, dove Tamama prende il posto di Light Yagami e Kururu quello di Ryuk; infatti Tamama trova per strada un quaderno "magico" in grado di far compiere agli alieni che si disegnano, le azioni che si vogliono. Tamama lo prova su Giroro e Dororo vedendo ottimi risultati; Kururu capendo il motivo dei comportamenti anomali del caporale e del soldato scelto, rivela al soldato semplice che è stato lui l'ideatore di quel quaderno e che glielo regala. Tamama vedendo le potenzialità dell'oggetto decide di usarlo anche su Angol Mois, che rimprovererà e picchierà Keroro e su quest'ultimo che lo elogerà; inoltre decide di usarlo su Momoka, con la speranza che la ragazza gli consegni l'impero dei Nishizawa. Purtroppo con lady Momoka non funziona in quanto, come spiega Kururu, non l'ha saputa disegnare abbastanza simile. Tamama dopo averci provato un po' di volte (e aver preso dei bei calcioni dalla ragazza) decide di arrendersi. |                   |                 |
| 186 | 「アリサVS妖怪 侵略が進まない であります」 - Arisa tai Yōkai Shinryaku ga Susumanai de Arimasu – "Alisa contro il Fantasma, L'Invasione Non Procede" | 10 novembre 2007  | —               |
| 186 | Halloween è alle porte e a casa Hinata si parla di mostri, di cui è esperto Fuyuki; Keroro sentendo di quanta paura si possa avere vedendo un mostro decide di inventarsene uno personale: quello "dell'invasione che non avanza". Come prima vittima sceglie Giroro, che avendo paura del mondo occulto, si spaventa molto facilmente all'udire la voce del sergente modificata come fosse un mostro; il caporale decide di avvisare gli altri del pericolo, quando Keroro esce allo scoperto rivelando le sue idee d'invasione. I membri del plotone non sono molto convinti del piano e non accettano l'idea del sergente: quest'ultimo, infastidito, decide di mascherarsi da mostro per incutere paura. Dopo aver preso una maschera di Halloween da Fuyuki e averla dipinta di rosso, Keroro la indossa e nottetempo va a spaventare Tamama, Kururu, di nuovo Giroro, dimenticandosi di Dororo; i 4 si ritrovano al suo inseguimento senza sapere la sua reale identità e alla fine raggiungono il "mostro" su di un tetto. Qui Keroro dice di essere il "mostro dell'inavsione che non avanza", quando improvvisamente viene attaccato da Alisa e suo padre, che gli mandano a monte il piano, in quanto il travestimento salta. Il giorno seguente Keroro non è ancora riuscito a togliersi la maschera rossa, che sembra quasi incollata al viso; il sergente chiede aiuto per toglierla agli altri keroniani, ma l'unica che lo vorrebbe aiutare è Angol Mois utilizzando Armageddon (cosa che spaventa molto Keroro, che scappa). Alisa, nel mentre, si è fermata a casa Hinata, in quanto avverte ancora una presenza malvagia. Arrivata ora di cena Keroro ha molta fame, però la maschera gli impedisce di mangiare. Non potendo cenare il sergente decide di pulire il bagno, con la speranza che gli Hinata lo aiutino; però uscendo dal bagno viene fermato da Alisa e qui la maschera prende il sopravvento, tramutando Keroro in malvagio. Lo scontro fra il "mostro" e Alisa dura poco, poiché la ragazza lo riesce a rinchiudere in lavatrice azionando il timer per un'ora: quando finisce il tempo Keroro disidratato (come se fosse uscito dal Niororo) con la maschera staccata. |                   |                 |
| 187 | 「ケロロ 勤労を感謝せよ であります」 - Keroro Kinrō o Kansha seyo de Arimasu – "Keroro, Ringraziamento a Prescindere dal Lavoro"「ケロロ 戦え！ワキレンジャー であります」 - Keroro Tatakae! Wakirenjā de Arimasu – "Keroro, Combattimento! Waki Ranger" | 17 novembre 2007  | —               |
| 187 | È arrivato il giorno della festa dei lavoratori e Keroro, come al solito, è molto indietro con i piani d'invasioni e i documenti annessi da inviare su Keron; inoltre se non invierà tutto il materiale entro il giorno dopo, questo mese il plotone non riceverà paga. Il sergente chiede aiuto agli membri del plotone, che però si rifiutano di dargli una mano, accusandolo di non aver compiuto i suoi impegni di comandante; inoltre gli ricordano che anche il mese appena trascorso non hanno ricevuto lo stipendio. Keroro, ferito nell'orgoglio, inizia a piangere e scappa dalla base segreta. Giroro vedendo la reazione del sergente decide insieme agli altri di finire tutto il lavoro in arretrato. Passeggiando vicino al parco, Keroro incontra il suo vecchio amico d'infanzia, Yoriri: il sergente, conoscendo la tranquillità d'animo di Yoriri, gli chiede una mano sul come vivere sereni. Il corso che gli propone Yoriri si rivelerà molto più difficile del previsto, tanto che alla fine Keroro è costretto ad abbandonare. Tornato a casa Hinata, il sergente viene sgridato da Natsumi, in quanto non ha svolto i lavori di casa. Keroro, pur stanchissimo, inizia a pulire e trova nuove energie, come se l'addestramento di Yoriri avesse avuto effetto; inoltre riceve un regalo da Aki per l'impegno in casa ed una festa a suo onore organizzata dal plotone, per aver compilato tutti documenti da spedire su Keron. Nella seconda parte, Keroro decide di conquistare Pekopon, sequestrando tutti i contorni dei cibi preferiti dai terrestri. Kururu, con una sua invenzione, trasforma alcuni contorni in supereroi, con il compito di eliminare ogni traccia di contorno presente. All'inizio i 5 supereroi sembrano demoralizzati, ma alla fine decidono di ascoltare Keroro e nottetempo entrano in azione: l'indomani i terrestri non trovano più i loro amati contorni; ciò accade anche a Fuyuki. Natsumi capisce che tutto quel sta accadendo è opera del sergente e raggiunta la base segreta lo ammonisce severamente. Keroro, più intenzionato che mai a terminare l'invasione, immobilizza Natsumi e Fuyuki. La situazione sembra volgere a favore del sergente, finché i 5 supereroi decidono di prendere coraggio e di non ascoltare più Keroro; alla fine Keroro verrà sconfitto dalle sue stesse armi e come punizione dovrà mangiare tutti i contorni rubati nottetempo. |                   |                 |
| 188 | 「ヌイイ ボクを捨てないで！ であります」 - Nuii Boku o Sutenai de! de Arimasu – "Nuii, Non Lasciarmi!" | 24 novembre 2007  | —               |
| 188 | Natsumi uscendo da scuola trova vicino ai rifiuti un peluche, che sembra che le parli: incuriosita decide di portarlo a casa sua. Appena entra nell'abitazione Giroro si precipita fuori dalla tenda, in quanto avverte una forza negativa e corre verso Natsumi: vedendo che non vi è nulla di pericoloso, si tranquillizza. Keroro non sembra molto contento del peluche, in quanto lo ritiene inutile, ma Natsumi racconta al sergente e a Fuyuki che quando era piccola aveva un pupazzo identico che si chiamava Kuu-chan, con cui ha condiviso momenti piacevoli. Natsumi porta il peluche in camera sua e cercando un fiocco che aveva il suo Kuu-chan, il pupazzo inizia a parlarle: spaventata inizia a gridare e Fuyuki, accorrendo in camera della sorella, le dice che il peluche possiede un'anima. La mattina seguente Natsumi rischia di far tardi a scuola, quando uscendo di casa, trova un peluche di Giroro che le piace molto: Keroro sospetta che il caporale abbia realizzato il peluche per entrare nelle grazie della ragazza, vista la simpatia verso i pupazzi. Keroro allora si reca alla tenda di Giroro ma non lo trova e prima di iniziare le pulizie di casa, decide di andare a comprarsi il nuovo modellino appena uscito. Nel frattempo Tamama sta correndo nei corridoi della base segreta, in quanto è in ritardo per la riunione giornaliera, quando trova un peluche raffigurante Angol Mois: pensando che sia una mossa della ragazza per fare breccia nel cuore del sergente, inizia a percuotere il pupazzo, quando appare un misterioso occhio. Keroro si ricorda della riunione e in tutta fretta si dirige verso la sala riunioni qui assiste allo strano comportamento dei pupazzi di Giroro, Tamama e Angol Mois: in realtà è Kururu a manovrarli; inoltre il sergente maggiore rivela a Keroro che quelli non sono semplici peluche, ma che sono i loro amici. Natsumi, che era a fare una passeggiata col peluche trovato il giorno prima, tornando a casa trova il pupazzetto di Fuyuki, ma capisce che è proprio lui, in quanto nota un cerotto sulla fronte che il fratello si era messo quella stessa mattina; pensando che sia opera di Keroro si precipita da lui ma qui scopre l'amara sorpresa: Kururu infatti rivela che è il peluche trovato dalla ragazza, ad aver trasformato tutti in pupazzi. Keroro esorta Natsumi a consegnargli il peluche, ma si rifiuta e scappa via; mentre la ragazza corre, il peluche assume la sua vera forma: è un pupazzo keroniano al servizio di Shurara, che si chiama Nuii. Nuii riesce a trasformare in peluche anche Kururu, ma non Keroro, in quanto viene salvato dal tempestivo intervento di Dororo; inoltre il ninja fa uscire allo scoperto Gyororo (era l'occhio che appariva quando qualcuno veniva trasformato un peluche), la spia del plotone di Shurara, che controlla anche i movimenti di Nuii. Durante lo scontro fra Gyororo e Dororo, quest'ultimo viene tramutato in peluche. Gyororo ordina a Nuii di attaccare Keroro, ma Natsumi si frappone fra i 2, scuotendo i sentimenti del peluche che non riesce ad attaccare la ragazza, in quanto si è dimostrata vera amica. Gyororo vedendo la debolezza di Nuii decide di attaccare personalmente Keroro e Natsumi, ma il peluche interviene bloccandolo: il sergente approfitta della situazione e mette a tappeto Gyororo. Alla fine tutti tornano alle loro sembianze, mentre Nuii, ormai non più malvagio, giura amicizia eterna a Natsumi e decide di tornare su Keron. |                   |                 |
| 189 | 「ドロロ 過去からの刺客 であります」 - Dororo Kako kara no Shikaku de Arimasu – "Dororo, Il Teppista dal Passato" | 1º dicembre 2007  | —               |
| 189 | Dororo nel cuore della notte ha un incubo, come se fosse un brutto presagio. La mattina durante la riunione d'invasione Keroro riprende Dororo, in quanto distratto nei suoi pensieri e nel mentre arriva dal quartier generale una missiva in cui si segnala la pericolosità del capitan Jirara: al sentire questo i 2 membri del plotone sono Dororo e Giroro; inoltre Dororo rivela che in passato Jirara fu suo capo, ai tempi in cui era nel corpo d'élite degli assassini. La notte comprare nel cielo una scia rossa che viene vista da alieni e non: l'accaduto finisce nei tg e Fuyuki, pensando si tratti di un meteorite, va in escursione con Keroro. Quando il sergente ed il ragazzo giungono sul posto vengono intrappolati nella ragnatela rossa di Jirara, che, sfruttando la voce di Fuyuki, chiama Giroro, per tendergli una trappola. Giroro, precipitandosi verso il luogo descrittogli, avvisa Dororo dell'accaduto ma nel mentre il caporale viene attaccato da Jirara. Dororo, che stava raccontando il suo passato a Koyuki, si prepara per intervenire e dice alla ragazza di non seguirlo. Nel frattempo Giroro viene intrappolato nella ragnatela e sparisce come accaduto a Keroro e Fuyuki; pochi istanti sopraggiunge Dororo. Jirara inizia a combattere con Dororo e dopo pochi colpi interviene Koyuki, disubbidendo agli ordini del soldato scelto. Jirara capisce il sentimento di Dororo nei confronti della ragazza, sfruttando ciò a suo vantaggio: infatti, con una tecnica particolare, si impossessa del corpo di Koyuki. Dororo ha difficoltà nell'attaccare l'amica e pertanto si difende solamente, fino a quando Koyuki (comandata da Jirara)lo infilza con la spada; per il ninja sembra la fine, ma è miracolosamente salvo grazie ad un amuleto regalatogli dalla ragazza il giorno prima, che ha attutito il colpo. Dororo coglie di sorpresa Jirara (attacca l'ombra di Koyuki), riuscendo a separare la ragazza dall'assassino. Dororo e Jirara arrivano allo scontro finale dove ha la meglio il ninja; sul punto di morte Jirara rivela a Dororo che era giunto su Pekopon per cambiare il suo stile di vita troppo violento. Appena Jirara muore vengono liberati Keroro, Giroro e Fuyuki. Alla fine Dororo è felice con Koyuki, quando (senza apparente logica) ricompare Jirara (anch'esso contento) che parte alla volta dello spazio. |                   |                 |
| 190 | 「ギロロ 目標！プレゼント！ であります」 - Giroro Mokuhyō! Purezento! de Arimasu – "Giroro, Goal! Regalo!"「ケロロ 誕生日大パーティー！ であります」 - Keroro Tanjōbi Dai Pātī! de Arimasu – "Keroro, La Grande Festa di Compleanno!" | 8 dicembre 2007   | —               |
| 190 | Si avvicina il 9 dicembre, giorno del compleanno di Keroro; il sergente è in trepidante attesa di farci vedere come si sviluppa l'evento, ma l'episodio vira su un altro compleanno: quello di Natsumi, il 2 dello stesso mese. Giroro, per conquistare Natsumi, le scrive una poesia con la speranza che DJ Mutsumi la legga in diretta; il caporale, avendo un sogno premonitore in cui Natsumi piange in quanto non ha ricevuto alcun regalo, decide di andare nel centro commerciale alieno per trovare un dono da darle. In un primo negozio, Giroro vede una spada laser e pensa che possa essere un buon regalo, ma in quel momento sopraggiunge Angol Mois che ne compra una identica da regalare a Keroro, dicendogli che un oggetto del genere non va bene per una ragazza. Giroro, dopo aver girato in più negozi, è senza idee, quando ascolta la conversazione di 2 alieni e trae spunto per il ragalo: un ciondolo innamorante; il caporale si reca al negozio in cui si trova questo tipo di articolo, ma trova Viper (uno dei tanti) che vorrebbe lo stesso oggetto. Giroro e Viper si sfidano in comabttimento e alla fine il caporale ha la meglio, causando la sconsolazione del vinto: infatti Viper vorrebbe donare il ciondolo ad una ragazza che ama da tanto tempo; al sentire la storia strappalacrime, Giroro si commuove e cede il ciondolo all'avversario, ma questi non accetta: fra i 2 litingandi irrompe Angol Mois che lo compra per Keroro. Tornato a casa, Giroro vorrebbe dare a Natsumi un pacchetto, ma sente da Fuyuki che la ragazza è in compagnia di qualcuno, scatenando la sua gelosia. Giroro inizialmente sospetta si tratti di Koyuki, ma poco dopo la ragazza arriva a casa Hinata, con la speranza di trovare l'amica: Fuyuki le spiega che in compagnia di un ragazzo, alimentando la gelosia del caporale. Giroro non ha dubbi: si tratterà sicuramente di Saburo e per aver conferma chiede a Kururu, ma quest'ultimo lo aiuterà solo se mangerà 3 piatti di Kurry; il caporale accetta e alla fine Kururu conferma la sua ipotesi, dandogli le coordinate in cui si trovano i 2. Giroro raggiunge un cafè e facendo irruzione scopre che in realtà Natsumi non è con Saburo, ma è ad un live di Dj Mutsumi (in realtà è sempre Saburo ma ciò non è risaputo). Giroro resta con Natsumi al live, quando Mutsumi legge la poesia che il caporale aveva scritto per la ragazza, però a lei non piace e Giroro si intristisce. A fine episodio Natsumi e Keroro festeggeranno insieme il compleanno. |                   |                 |
| 191 | 「ケロロ あいつとララバイ伝説 であります」 - Keroro Aitsu to Rarabai Densetsu de Arimasu – "Keroro, Lui e la Leggende della Ninna Nanna"「ケロロ プラモ王大決戦！ であります」 - Keroro Puramo Ō Daikessen! de Arimasu – "Keroro, Re Modello di Plastica, Grande Battaglia Decisiva!" | 15 dicembre 2007  | —               |
| 191 | Keroro decide di potenziare l'aspirapolvere di casa Hinata, con l'obiettivo di conquistare lo spazio intero. Mentre pulisce casa, il sergente sente che Aki vorrebbe comprare una nuova aspirapolvere. Questa notizia mette paura a Keroro, poiché è molto affezionato alla sua aspirapolvere, pertanto decide di modificarle ulteriormente. Il giorno seguente Keroro non riesce a controllare la potenza dell'elettrodomestico e pertanto Natsumi lo ferma: la ragazza gli dice che è ridicolo a non voler cambiare aspirapolvere, ma al sentire ciò il sergente ha uno sfogo e riesce a risucchiare la gonna della ragazza. Keroro vive quest'evento come una vittoria su Natsumi e, convinto di poter addirittura invadere Pekopon, inizia a perdere la testa, danneggiando un po' tutti gli abitanti di casa Hinata, sia keroniani, sia umani. a situazione sembra degenerare in quanto Keroro pare abbia ritrovato lo spirito di un tempo, quando l'aspirapolvere esplode fra le sue mani e il sergente cade a terra sconfitto: Kururu spiega che l'oggetto era stato potenziato oltre le sue capacità massime e non ha retto. Aki, per fare contento Keroro, chiede a Kururu di riparare l'aspirapolvere esplosa; alla fine il sergente, tutto incerottato, è felice di poter tornare a lavorare con l'elettrodomestico preferito. Nella seconda parte, Keroro costruisce un modellino da spedire ad un concorso spaziale; mentre sta per ultimare il lavoro sopraggiunge Fuyuki, che rimane colpito dalla bravura del sergente. Keroro, vedendo l'amico interessato ai modellini, decide di costruirne uno assieme a lui, ma appena iniziano il sergente trova un sacco di difetti nel modo in cui opera il ragazzo, tanto da fargli passare la voglia e non provarci nemmeno. Keroro mentre prepara il pacco da spedire alla competizione spaziale di modellini viene raggiunto da un personaggio misterioso: il Re dei modellini. Dopo un breve dialogo, il Re sfida il sergente a chi costruisce il modellino più bello: i giudici sono Tamama, Giroro e Kururu (in un angolo, come sempre dimenticato, v'è Dororo) e la presentatrice è Angol Mois. La sfida comincia e Keroro, inizia a dubitare della qualità dell'avversario, in quanto vede errori tipici dei principianti; il sergente, pur commentando anch'esso errori banali, è sicuro della vittoria. La sfida finisce ed i giudici a sorpresa assegnano la vittoria al Re dei modellini. Keroro non comprende il perché della sconfitta, in quanto il suo modellino è molto più bello di quello avversario, ma Giroro gli spiega che in quest'ultimo sono presenti i sentimenti, a differenza del suo; inoltre il caporale gli ricorda un giorno di anni prima, quand'erano ancora bambini, su Keron. Keroro accetta la sconfitta, quando il Re rivela la sua identità: il sergente capisce di essere lui da anziano. Keroro si risveglia nella sua stanza e va da Fuyuki per costruire insieme un modellino con amore. |                   |                 |
| 192 | 「ケロロ クリスマスを防止せよ！ であります」 - Keroro Kurisumasu o Bōshi seyo! de Arimasu – "Keroro, A Prescindere Prevenire il Natale!"「ケロロ小隊 ケーキは男の戦場だ！ でありま」 - Keroro Shōtai Kēki wa Otoko no Senjō da! de Arimasu – "Plotone di Keroro, Una Torta è una Battaglia di un uomo!" | 22 dicembre 2007  | —               |
| 192 | É Natale e Keroro vorrebbe regalarsi il nuovo modellino appena uscito, ma girando in più negozi scopre che il giocattolo è andato a ruba, vista la festività. Keroro, furibondo per non essersi accaparrato il modellino, decide di punire gli umani cancellando il Natale; grazie ad una macchina costruita da Kururu, i terrestri si dimenticano dell'esistenza della festa. Il piano sembra procedere al meglio, quando Angol Mois nota la presenza di Babbo Natale nell'orbita terrestre: se dovesse riuscire a consegnare i regali, gli umani si ricorderebbero del Natale. Keroro, Tamama e Giroro partono alla volta dell'atmosfera con l'obiettivo di bloccare Babbo Natale: dopo un acceso scontro, i ranocchi scoprono che in realtà si tratta del Sergente terrore (il padre di Keroro), che insieme al padre di Giroro, sta aiutando il vero Babbo Natale a consegnare i doni. Keroro riceve dal padre in dono il modellino tanto desiderato e decide pertanto di annullare il piano, facendo ricordare ai terrestri il Natale. Nella seconda parte Keroro invita Giroro a mangiare insieme una torta; non riuscendo a mettersi d'accordo, decidono di combattere per il territorio: si rimpiccioliscono e si sfidano sulla torta. Keroro, insieme a Tamama, sconfigge il caporale ma la recluta, essendo molto golosa, decide di mangiarsi la torta da solo. Keroro sfida Tamama e il sergente ha la meglio. Quando Keroro è ormai sicuro della mia vittoria, interviene anche Kururu che trasforma la torta al gusto salmone; Kururu usando l'artiglieria pesante sembra possa avere la meglio sul sergente, quando interviene Dororo e lo sconfigge, però il ninja si autoelimina con i propri traumi. Keroro sembra l'unico superstite, però alla fine tutti i membri del plotone riescono a riprendersi, ma poco prima della battaglia finale finisce l'effetto del rimpicciolimento. A fine episodio, grazie ad una nuova torta comprata da mamma Aki, tutti i keroniani avranno la propria fetta. |                   |                 |
| 193 | 「ケロロ 仁義なき初詣 であります」 - Keroro Jingi naki Hatsumōde de Arimasu – "Keroro, Hatsumōde Senza Umiltà"「ケロロ セチラ対ゾニラ であります」 - Keroro Sechira tai Zonira de Arimasu – "Keroro, Sechira contro Zonira" | 5 gennaio 2008    | —               |
| 193 | È il primo gennaio e Keroro vuole iniziare al meglio l'anno nuovo, ammirando l'alba dalla torre Nishizawa. Successivamente il sergente, con tutti gli altri, si reca al tempio come da tradizione, per chiedere fortuna per l'anno appena iniziato; qui trovano una moltitudine di persone, che li costringe a fare una lunga coda. Una delle consuetudini vuole che colui in cerca di fortuna lanci una moneta all'interno del tempio: Keroro, dopo aver osservato il valore della moneta lanciata dagli altri, decide di "sprecare" 500 Yen, un capitale enorme per la circostanza. Un altro modo per attirare verso di se la dea bendata, è quello di scrivere su dei cartellini di legno i propri sogni: Keroro, dopo aver sbirciato quello degli altri, chiede un aiuto per la conquista del pianeta. Infine la tradizione prevede di pescare un biglietto riassuntivo su quanta fortuna si avrà nell'anno: tutti avranno 365 giorni di felicità, ad eccezione del sergente che avrà un'annata sfortunata e disastrosa. Nel pomeriggio Keroro & Co. sono invitati a casa di Momoka per un banchetto d'inizio anno. Durante la merenda Keroro chiede a Momoka di provare qualche delizia dello spazio, con la speranza che la ragazza, ammaliata da nuovi sapori, gli regali dei soldi. Purtroppo il piano di Keroro neppure inizia, in quanto quelle delizie comprate sarebbero dei falsi: in realtà si tratta di un pericoloso mostro gigante di Rigel 10. Il mostro sembra inattaccabile, fino al momento in cui Keroro, con una sostanza creata da Kururu, non crea un altro mostro gigante. Lo scontro fra i 2 titani è equilibrato, ma grazie ad Armageddon di Angol Mois entrambi finiscono in vulcano attivo. Scampato il pericolo, keroniani e umani concludono al meglio la giornata finendo il banchetto, ma nel mentre arriva una lettera da Shurara che promette nuove battaglie, sconvolgendo il povero Keroro. |                   |                 |
| 194 | 「トイレ 今、立上がるとき！ であります」 - Toire Ima, tachiagaru Toki! de Arimasu – "Toilette Ora, Colpiamo!"「クルルと子犬 であります」 - Kururu to Koinu de Arimasu – "Kururu e un Cucciolo" | 12 gennaio 2008   | —               |
| 194 | Keroro è in bagno, seduto sul water, quando, grazie ad una simulazione per i casi d'emergenza attivata da Angol Mois, ha un piano d'invasione: attaccare i terrestri sfruttando l'abbassamento delle difese quando si è in bagno. Grazie ad un'etichetta creata da Kururu, i water diventano ostili e malvagi su chi ci si siede sopra: questa volta il piano sembra funzionare talmente bene, che lo stesso Keroro rimane vittima della sua idea. Purtroppo il congegno inventato da Kururu ha reso i water autonomi, tanto da acquisire una volontà propria; le toilette decidono di sottrarsi al controllo del plotone, per poter conquistare personalmente Pekopon. I keroniani, con il supporto degli umani, decidono di affrontare i nuovi nemici: lo scontro si rivela equo, ma i water hanno il vantaggio della quantità. Quando la situazione sembra ormai perduta, è Fuyuki ad avere un'idea: lanciare sulle toilette le proprie mutande; l'idea deriva da un evento dell'infanzia. Il piano ha successo e i water implodono, tornando ad essere quelli di sempre. Nella seconda parte, Kururu trova nel parco un cagnolino abbandonato e decide di portarlo a casa Hinata. Fuyuki lo vede casualmente e non riesce a capire cosa stia succedendo, dato il carattere cinico del sergente maggiore. Fuyuki racconta di quel che ha visto nel parco a Natsumi; la ragazza sospetta che ci sia sotto qualcosa. I 2 fratelli Hinata cominciano a spiare Kururu, ma sembrerebbe proprio che quest'ultimo abbia preso il cagnolino con buone intenzioni. I 2 ragazzi raccontano a Keroro l'accaduto, ma il sergente non gli crede; Keroro decide comunque di andare a chiedere a Kururu, e questi in un primo momento nega ma poco dopo è costretto a dire la verità. Kururu si è affezionato moltissimo al randagio, quasi da sembrare agli occhi altrui un keroniano "normale"; Keroro e Natsumi, vedendo i cambiamenti del sergente maggiore, decidono di avvisare anche gli altri. Keroro racconta la storia a Tamama e Dororo, che rimangono stupefatti, mentre Natsumi vorrebbe narrare l'evento a Giroro, ma nella sua tenda non lo trova, però vede una vecchia arma di Kururu. Mentre sono tutti riuniti vicino al cagnolino e Kururu, accade qualcosa di inaspettato: in realtà quel randagio non era altri che Giroro trasformato dal raggio della pistola del sergente maggiore. |                   |                 |
| 195 | 「夏美 私もスキーに連れてって！ であります」 - Natsumi Watashi mo Sukī ni Tsuretette! de Arimasu – "Natsumi, Voglio Sciare Anch'io!"「ケロロ 温泉っつうたら卓球だ！ であります」 - Keroro Onsen ttsūtara Takkyū da! de Arimasu – "Keroro, Calda Primavera, Partita di Tennis Faticosa!" | 19 gennaio 2008   | —               |
| 195 | Keroro è contento perché il giorno successivo, insieme agli altri, andrà a sciare; purtroppo Aki è troppo indaffarata col lavoro e pertanto vieta la giornata sulla neve, finché non si trovi un accompagnatore adulto: a risolvere il problema è Kururu che trasforma Natsumi in adulta. Giunti sulla neve, Natsumi viene notata da molti ragazzi per la sua bellezza matura, scatenando l'ira di Giroro, che la proteggerà con tutto il suo arsenale militare. La ragazza scopre che quello stesso giorno si disputa una gara di snowboard, in cui il vincitore porterà a casa un raro modellino; oltre Keroro, anche Saburo è interessato al pezzo da collezione. Natsumi, senza volerlo, si ritrova in gara e incredibilmente vince, superando alcune disavventure. Alla sera Natsumi regala il modellino al sergente, ma questi non lo vuole, in quanto le chiede di donarlo a Saburo, tra l'incredulità di tutti; Keroro spiega che a lui non interessa per nulla per modellino, ma semplicemente voleva trascorrere una giornata sugli sci con i propri amici. Nella seconda parte Momoka invita gli altri nelle terme di proprietà della famiglia. Keroro, dopo aver fatto un massaggio rilassante, decide di giocare a ping pong con Fuyuki; da questa sfida seguiranno altre in cui tutti si divertono moltissimo, specialmente Momoka in quanto si ritrova accanto al suo amato. La partita più intensa di emozioni è quella finale fra Keroro e Natsumi, in cui i 2 si rendono conto di quanto sia salda e vera la loro amicizia. |                   |                 |
| 196 | 「帰ってきたゲロゲロ30分 であります」 - Kaettekita Gerogero Sanjū Bun de Arimasu – "Keroro Speciale - Ritornato! Gero Gero 30 Minuti, 13 Storie" | 26 gennaio 2008   | —               |
| 196 | L'episodio non verte su un'unica storia, ma su 13 mini racconti che narrano le vicende di Keroro & Co. durante la stagione invernale. La maggior parte di queste 13 storie si sviluppano attorno all'invasione di Pekopon da parte del plotone. |                   |                 |
| 197 | 「ゼロロ 増えすぎ？ であります」 - Zeroro Fuesugi? de Arimasu – "Zeroro, Troppi?"「ケロロ 穴があったら掘りたい！ であります」 - Keroro Ana ga Attara Horitai! de Arimasu – "Keroro, Voglio Scavare Buche!" | 2 febbraio 2008   | —               |
| 197 | La prima parte dell'episodio racconta un aneddoto della gioventù di Keroro, in gita scolastica: il ranocchio assieme a Giroro e Dororo si allontano dai loro compagni e nel sotterraneo di un edificio trovano dei macchinari molto tecnologici, fra cui una specie di teletrasporto. Per sbaglio Dororo finisce dentro alla macchina ma viene sdoppiato in 2 copie identiche: infatti la macchina funge sia per teletrasporto, sia per clonazione. Keroro, vedendo ciò, decide di clonare i 2 dolcetti in loro possesso ma il meccanismo funziona solo in presenza di vita: i 2 Dororo, contro la loro volontà, entrano nella macchina e diventano 4, con 4 dolcetti; purtroppo i dolcetti non sono sufficienti per tutti (4 dolci per 6 keroniani) e perciò si decide di proseguire nelle clonazioni fino a quando non si giungerà ad avere un dolcetto a testa. Dopo un po' di clonazioni la macchina impazzisce ed inizia a clonare Dororo in enormi quantità. Quando la situazione appare tragica, il congegno, per fortuna, arresta le clonazioni, annullando le clonazioni di Dororo. Alla fine i 3 girini riescono a tornare a casa sani e salvi. Nella 2ª parte Keroro è affetto dalla sindrome del trapano spaziale, una malattia contagiosa che si manifesta con il trapanare di oggetti. Natsumi, Fuyuki, Angol Mois e gli altri 4 membri del plotone riescono a tenere sotto controllo Keroro, il quale però riesce a contagiare Tamama, che a sua volta trasmette il virus a Giroro e Kururu. Angol Mois decide di parlare a Keroro con il cuore, ma anch'essa viene contagiata. Giroro, sfruttando la malattia, vorrebbe "trapanare" Natsumi, ma nel momento in cui attacca, sbaglia obiettivo colpendo Fuyuki, il quale contagia Dororo. L'unica superstite è Natsumi, che cerca di scappare agli attacchi altrui. Quando per la ragazza sembra giunta la fine interviene Pururu che spara del sushi, in quanto tale alimento è l'unica cura al virus. |                   |                 |
| 198 | 「ちびケロ チビチビ大冒険！ であります」 - Chibi Kero Chibichibi Daibōken! de Arimasu – "Chibi Kero, Piccola Grande Avventura!"「夏美＆桃華 義理チョコ禁止！ であります」 - Natsumi & Momoka Giri Choko Kinshi! de Arimasu – "Natsumi & Momoka, Legge di Divieto del Cioccolato!" | 9 febbraio 2008   | —               |
| 198 | Nel primo episodio Keroro, Giroro e Dororo, ancora girini, un giorno, vivono un'avventura molto particolare nella loro base segreta su Keron: mangiando delle caramelle al sapore di Kurry (create da Kururu girino) si rimpiccioliscono. I 3, diventati minuscoli rispetto all'ambiente circostante, rischiano di farsi male dopo una frana di patatine, una palla rimbalzina e delle monete cadute dal salvadanaio rotto; una di quest'ultime, caduta sul pavimento, fa scoprire ai 3 un tunnel sotterraneo in cui vi sono nascoste alcune loro merendine. Il nascondiglio è opera delle formiche spaziali, che hanno costruito le loro scorte sottraendole ai girini. I 3, dopo un primo momento in cui avrebbero voluto affrontare il nemico, decidono di scappare alla vista di un esercito di formiche: purtroppo i 3 non sono molto fortunati e vengono catturati. Le formiche portano i prigionieri dalla loro regina, che non è altri che Pururu, fra l'incredulità di Keroro & Co.; anche Pururu ha mangiato una caramella al Kurry, che l'ha fatta rimpicciolire. Pururu decide di farsi portare il resto della caramella che ha mangiato per poter tornare alle dimensioni normali insieme agli altri: mangiando tornano come sempre. La seconda parte si svolge nel periodo di San Valentino, in cui sia Natsumi, sia Momoka, vorrebbero dichiarare i loro sentimenti rispettivamente a Saburo e Fuyuki. Kururu, inaspettatamente, decide di aiutare le fanciulle nel consegnare i cioccolatini che hanno preparato per i ragazzi. Poco dopo entrambe hanno la possibilità di consegnare il proprio ragalo, ma in entrambi i casi un robot a forma di Kururu, fa scomparire i regali: infatti lo scopo di Kururu è quello di far rivelare apertamente i propri sentimenti, cosa che entrambe non avrebbero fatto. Le ragazze, molto arrabbiate, si recano da Kururu e quest'ultimo spiega loro cosa stia succendendo, facendo capire alle 2, i loro errori. Nel mentre Angol Mois riesce a consegnare con molta facilità dei cioccolatini a Saburo e Fuyuki, scatenando gelosia, tristezza e rabbia nei confronti delle ragazze; poco dopo, Angol Mois raggiunge la base di Kururu e spiega a Momoka e Natsumi che lei ha consegnato i cioccolatini ai ragazzi in segno d'amicizia e non per amore. Angol Mois, a fine episodio, consegna dei cioccolatini a Kururu, che si sente male, mentre a Keroro un modellino in edizione limitata, che purtroppo scompare a causa di uno dei robot del sergente maggiore. |                   |                 |
| 199 | 「クルル クルルンアイドル伝説 であります」 - Kururu Kururun Aidoru Densetsu de Arimasu – "Kururu, Idolo di Kururun"「ケロロ 初心に帰る！ であります」 - Keroro Shoshin ni Kaeru! de Arimasu – "Keroro, Si Torna Alle Origini!" | 16 febbraio 2008  | —               |
| 199 | Nella 1ª parte Kururu, travestito nella versione ragazza pekopiana di nome Kururoko, viene notata per la sua bellezza da un noto agente cinematografico, che vorrebbe fare di "lei" una diva dello spettacolo. Keroro, sentendo profumo di soldi, diventa manager di Kururoko, coinvolgendo anche gli altri 3 membri del plotone. Kururoko, come qualsiasi star, diventa molto esigente e pretenziosa (quindi caratterialmente simile allo stesso Kururu), ordinando a Keroro & Co. di realizzare tutti i suoi capricci: uno su tutti quello di mangiare Kurry e salmone. Kururoko, a dispetto delle previsioni, diventa un personaggio noto, tanto da poter organizzare un evento a suo onore; però, poco prima di salire sul palco, Kururu decide di abbandonare il ruolo di Kururoko, fra la disperazione di Keroro. Per rimediare all'assenza di Kururu, sale sul palco Dororo (in versione Dororoko) fra l'incredulità del pubblico. Nella 2ª parte Keroro, mentre assembla un modellino, si ricorda di dover invadere Pekopon. Il sergente chiama a rapporto tutti i membri del plotone (più Angol Mois) per decidere una strategia d'attacco. Purtroppo, come sempre, qualsiasi tentativo fallisce miseramente e pertanto Keroro dovrà rimandare l'appuntamento con la gloria. |                   |                 |
| 200 | 「ケロロ ウルーが来る！ であります」 - Keroro Urū ga Kuru! de Arimasu – "Keroro, Uru è Tornato!" | 23 febbraio 2008  | —               |
| 200 | Keroro, guardando il calendario, si spaventa in quanto nota che nel mese di febbraio dovrà fare un giorno in più di pulizie: il 29 febbraio. Keroro, pur essendo da quasi 4 anni sul pianeta, non aveva mai sentito dell'esistenza di un giorno in più, in quegli anni che gli umani definiscono bisestili; Keroro, però fraintende la spiegazione di Fuyuki e capisce che ogni 4 anni arriva sulla terra un mostro gigante, facendo nascere in lui la disperazione. Il plotone decide allora di prepararsi all'imminente battaglia, tramite la costruzione di un nuovo super-robot progettato da Kururu. Fuyuki tornato da scuola trova Keroro ancora terrorizzato all'idea dello scontro, ma il ragazzo lo tranquillizza dicendogli di aver frainteso. Purtroppo, nell'errore Keroro ha ragione, in quanto poco dopo nel cuore di Tokyo compare un mostro gigantesco, di nome Bisesto, molto somigliante a Natsumi. Il caporale Giroro decide di affrontare il nemico con la nuova arma ma viene ben presto sconfitto. La situazione si complica ma il fortuito intervento di Alisa permette a Keroro e Fuyuki di non fare una brutta fine. Il padre di Alisa spiega che quel mostro, non è altri che una creatura spaziale che si nutre dalla paura altrui (in questo caso quella del sergente). Poco dopo Angol Mois decide di usare Armageddon 1/1000, infliggendo numerosi danni al mostro; però ben presto si comprende che se il mostro venisse sconfitto, scomparirebbe dai calendari il 29 febbraio, causando dei danni al ciclo naturale degli eventi. Keroro, comprendendo di non dover vincere, ma neppure di poter perdere, decide di usare una strategia di logoramento, che consiste di prolungare lo scontro almeno fino alla mezzanotte. Il piano del sergente sembra funzionare, però verso le 23 i keroniani iniziano ad accusare molta stanchezza. Bisesto sembra possa avere la meglio e per terminare lo scontro decide di scagliare un enorme raggio d'energia: l'effetto finale è il solo sollevamento di polvere, in quanto Alisa è riuscita a rinchiudere il mostro in un modellino del sergente. |                   |                 |
| 201 | 「ギロロ ３月３日は耳の日？ であります」 - Giroro Sangetsu Mikka wa Mimi no Hi? de Arimasu – "Giroro, Il 3 marzo è il Giorno dell'Orecchio?"「ケロロ じゃなくて女の戦い であります」 - Keroro Ja nakute Onna no Tatakai de Arimasu – "Keroro, Non è la Battaglia della Donna" | 1º marzo 2008     | —               |
| 201 | Keroro, approfittando che il 3 marzo sia giorno di festa in giappone, decide di invadere il pianeta con un attacco "curioso" ma non violento: infatti vorrebbe sfruttare la debolezza degli umani usando il solletico all'orecchio, che li renderebbe indifesi e vulnerabili. I membri del plotone sono molto titubanti sulla riuscita dell'operazione, specialmente Giroro, ma a sorpresa l'idea risulta essere vincente, grazie anche alla rapida diffusione di bastoncini cotonati tramite un apparecchio costruito da Kururu, e Keroro in poco tempo ha il dominio su gran parte del pianeta, senza essersi mosso dalla base segreta. Una delle poche molto contenta di ciò che sta accedendo è Momoka, in quanto è molto contenta di stare così vicina a Fuyuki. Giroro, come ordinato da Keroro, sta monitorando la situazione in città, quando vede Natsumi un po' confusa, ma con tanta voglia di fare il solletico a qualcuno: il caporale, resistendole con tutte le sue forze, riesce a non cedere alla tentazione, ma quando vede che la ragazza si dirige verso Saburo, interviene prendendosi un bel calcione. Giroro, geloso ed infuriato, si dirige verso la base segreta per distruggere a monte il meccanismo su cui si basa l'operazione: con poche mosse il caporale riesce a far esplodere la macchina, facendo fallire il piano di Keroro e riportando la vita alla normalità. Nella seconda parte Angol Mois, Pururu, Koyuki, Momoka e Natsumi si stanno sfidando a duello, per decretare quale ragazza potrà avere per sé la palla del Drago. Le 5, seppur usando tecniche diverse, sembrano essere in perfetta parità. Keroro, insieme agli altri, sta assistendo allo scontro da casa Hinata: il sergente spiega che le ragazze hanno partecipato ad un contest spaziale canoro ed hanno vinto come premio la palla del drago, una palla magica in grado di far esaudire un desiderio; Keroro essendo loro manager si era già impossessato dell'oggetto, ma per sua sfortuna lo può usare solo una ragazza e pertanto, non sapendo chi scegliere fra le 5, lo ha messo in premio. Lo scontro prosegue senza nessuna vincitrice, finché a Pururu non scivola dalle mani il prezioso oggetto; a sorpresa a raccogliere la palla è Kogoro e sarà sua sorella Lovey ad esprimere un desiderio: quest'ultima chiede di poter aiutare il fratello per trovare un nuovo uso della scaffalatura. |                   |                 |
| 202 | 「ケロロ 激闘！最後のお仕事人 であります」 - Keroro Gekitō! Saigo no Oshigotojin de Arimasu – "Keroro, Attacco! L'Ultimo Lavoratore" | 8 marzo 2008      | —               |
| 202 | Shurara, ancora intenzionato a possedere la stella di Keron, invia uno dei suoi sicari con l'obiettivo di sconfiggere Keroro: si tratta di Yukiki, il keroniano della neve. Nel frattempo nel giardino degli Hinata, Giroro si risveglia circondato da moltissima neve: Natsumi accusa Keroro di essere lui l'artefice dell'anomala nevicata, anche perché nel resto del quartiere non sembra essere caduto nemmeno un fiocco; in realtà l'accaduto è opera di Yukiki. Dopo un breve scontro Yukiki sembrerebbe poter aver la meglio, ma l'intervento di Kururu volge la situazione a favore del plotone: grazie ad una macchina che riproduce il sole, la neve e Yukiki si fondono molto rapidamente. Yukiki, prima di essere sconfitto, lascia a Keroro un biglietto valido per un'estrazione fasulla: questo fa ricordare al sergente di un concorso a cui aveva partecipato tempo prima. Keroro, dopo la sconfitta di Yukiki, controlla l'estrazione e si accorge di aver vinto il quarto premio, ma su di esso v'è un messaggio di Shurara, in cui quest'ultimo indica al sergente il luogo in cui ora risiede. Il plotone parte alla volta dell'abitazione di Shurara, ma qui vengono accolti da Kagege, un keroniano in grado di manovrare le ombre; quest'ultimo invece di scontrarsi direttamente, anima le ombre di Keroro e compagnia. Lo scontro avviene fra ombra e keroniano associato, risultando perfettamente pari. Kururu propone di scambiarsi i nemici per cercare di vincere; la battaglia sembrerebbe tendere a favore delle ombre quando Giroro comprende che il nemico si può eliminare, solo oscurando la stanza: con il fucile spara ai riflettori, ponendo fine all'incontro. Shurara, con la sconfitta di Kagege, rimane solo e decide di affrontare il plotone con un super-robot: per risposta anche Keroro chiama a rapporto i robot della squadra, facendoli fondere in uno gigante. Il duello fra i 2 super-robot è ad appannaggio di Shurara che riesce a prendere, prelevandola dal corpo di Keroro, la stella di Keron. |                   |                 |
| 203 | 「ケロロ シュララ最終決戦！ であります」 - Keroro Shurara Saishū Kessen! de Arimasu – "Keroro, Shurara, Battaglia Finale!" | 15 marzo 2008     | —               |
| 203 | Shurara si accorge che la stella di Keron appena presa a Keroro non altri che un falso: infatti il sergente aveva sostituito la stella originale con una fasulla, in quanto la prima si era sporcata durante l'assemblaggio di un modellino ed era stata messa in lavatrice per essere pulita. Shurara, furibondo per ciò, si dirige a tutta velocità a casa Hinata, distruggendola, iniziando a cercare la stella fra i panni sporchi. Poco dopo sopraggiunge anche Keroro che riesce a trovare la stalla, scambiandola per una buccia di banana. Shurara cerca di impossessarsene nuovamente, ma l'intervento di Pururu lo destabilizza: infatti egli racconta che conosce molto bene la keroniana, in quanto erano compagni di scuola su Keron; a questo punto Keroro e gli altri comprendono che in realtà Shurara non altri che Shirara. Shirara racconta di essere diventato malvagio e di volersi vendicare di Keroro da quando indossa l'armatura, che trovò casualmente un giorno sul pianeta natio. Keroro inizia a prendersi gioco di Shirara, innervosendolo e come reazione la sua armatura inizia ad assumere dimensioni macroscopiche: Kururu spiega che l'arma in passato faceva parte dell'arsenale dell'esercito di Keron e serviva a mangiare interi pianeti ostili. Il plotone, unito nel super-robot, trasporta Shirara in un posto deserto, cercando di fare meno danni possibili. Il super-robot è molto forte e in poche mosse sembra possa avere la meglio sull'armatura, quando Pururu chiede a Keroro di salvare il povero Shirara, ancora intrappolato dentro di essa. Keroro, con qualche difficoltà, riesce ad estrarre Shirara, consegnandolo a Pururu. A questo punto il plotone, unito nel super-robot, riesce facilmente a sconfiggere l'armatura. Alla fine Shirara si scusa per tutti i problemi che ha causato a Keroro ed insieme a Pururu decide di fare ritorno su Keron. |                   |                 |
| 204 | 「ロボ ５５６ であります」 - Robo Kogorō de Arimasu – "Robo Kogoro"「ケロロ＆夏美 雨宿り であります」 - Keroro & Natsumi Amayadori de Arimasu – "Keroro & Natsumi, Rifugio" | 22 marzo 2008     | —               |
| 204 | Nel primo episodio Kogoro e sua sorella Lovey stanno vendendo della pasta per guadagnare qualche soldo, quando il detective spaziale viene colto dai crampi di fame, in quanto non mangia bene da giorni. Per "casualità" appare improvvisa Keroro che rivela all'amico che lui sarebbe in grado di non fargli più patire la fama, attraverso un piccolo intervento: il sergente, aiutato da Kururu, trasforma Kogoro in robot. Il nuovo aspetto di Kogoro non differisce più di tanto da quello di sempre, se non fosse per il corpo metallico. Keroro ha aiutato l'amico anche in vista di poter usare questa nuova "arma" in vista di una probabile invasione: il sergente sperimenta la potenza del nuovo Kogoro su Natsumi senza grandi risultati. Alla sera Kogoro, pur non avendo più bisogno di mangiare, esaurisce tutte le sue energie e per ricaricarsi decide di andare a casa Hinata: vista la quantità di energia elettrica che Kogoro assorbe, Natsumi punisce Keroro sottraendo il dovuto dalla paga di quest'ultimo. Nella seconda parte Keroro rompe la tazza preferita da mamma Aki; per paura di subire una punizione decide, in tutta fretta, di uscire di casa per comprare una nuova tazza identica all'originale. Dopo aver girato numerosi negozi riesce a trovare ciò che cercava; durante la strada del ritorno si scatena un violento acquazzone. Keroro si ripara davanti all'ingresso di un caffè, quando sopraggiunge anche Natsumi: i 2 si chiedono reciprocamente dove fossero andati a fare compere. Natsumi avvisa Fuyuki di portare degli ombrelli per entrambi, ma il ragazzo, impegnato nelle faccende domestiche, non guarda il cellulare. Il sergente e Natsumi iniziano a conversare nell'attesa, imparando a conoscersi reciprocamente meglio e a rafforzare la loro amicizia. Dopo un po' di tempo la pioggia lascia spazio al sole e i 2 imboccano la via di casa, quando sul percorso incontrano Aki; quest'ultima si accorge dei comportamenti assunti da entrambi e chiede loro cosa stia accadendo: Keroro e Ntasumi si scusano, in quanto tutti e 2 pensano di essere stati loro a rompere la tazza, mostrando quella nuova appena acquistata da entrambi. In realtà Aki dice di essere stata lei a rompere la tazza e di averne appena comprato una nuova. |                   |                 |
| 205 | 「ケロロ＆冬樹 もうひとつの世界 であります」 - Keroro & Fuyuki Mō Hitotsu no Sekai de Arimasu – "Keroro & Fuyuki, Un Altro Mondo" | 29 marzo 2008     | —               |
| 205 | Angol Mois e Keroro stanno scavando l'interno di una grotta, quando il sergente scivola in un pozzo e si ritrova in un tunnel sottostante; qui, dal nulla, compare un treno della metro, che si ferma vicino al ranocchio: Keroro sale e si accorge che il mezzo è vuoto, ma nel mentre si chiudono le porte e il treno parte. I membri del plotone, Fuyuki, Natsumi e Angol Mois ipotizzano che il sergente sia stato in qualche coinvolto in un evento spazio-tempo: la base di tale conclusione deriva dal fatto che quel tunnel era stato progettato dai Nishizawa per collegare Tokyo a tutte le principali città nipponiche, ma tale lavoro è rimasto incompiuto a causa delle eccessive spese sostenute da Momoka per conquistare Fuyuki. Nel mentre Keroro, da solo in metropolitana, arriva ad una fermata vicino a casa Hinata; uscendo da sottoterra nota con piacere la conclusione molto rapida di quella linea rimasta incompiuta. In contemporanea Kururu ipotizza come riuscire a localizzare Keroro, ovunque esso sia arrivato: l'idea si verte sul far convogliare i 2 "mondi" con un evento uguale in entrambi; Kururu, sia non sapendo cosa accada nel mondo di Keroro, sia per cinismo, sottopone Giroro ad alcune prove strane. Nel frattempo Keroro arriva a casa ma non trova nessuno, neppure la base segreta o la tenda di Giroro: inizialmente pensa di aver viaggiato nel tempo, ma dopo aver controllato che la data è sempre la stessa, giunge alla conclusione che sia uno scherzo e pertanto inizia a fare i suoi lavori domestici. Poco dopo giunge Fuyuki e Keroro lo accoglie come sempre: il ragazzo inizialmente si spaventa, ma poi è felicissimo in quanto sta incontrando per la prima volta in alieno; il sergente capisce di essere stato catapultato in un mondo parallelo. Keroro racconta un sacco di cose al Fuyuki di questa realtà, tralasciando la parte dell'invasione. Nel mentre Kururu continua ad infierire sul povero Giroro, con la scusa di cercare il sergente. Keroro decide di portare quel Fuyuki nel quartiere alieno, ma giunti al muro dimensionale il sergente non riesce ad entrare; i 2 si dirigono al binario 0, quello spaziale, ma anche questo in quella realtà non esiste: Keroro è l'unico alieno sulla terra versione parallela. Keroro e Fuyuki, sul tetto di casa Hinata, parlano di molte cose e fra queste il sergente rivela l'obiettivo di invadere il pianeta, ma il ragazzo a sentir ciò si mette a ridere. Poco dopo si vede nel cielo una scia: è la metropolitana con cui Keroro a raggiunto questo universo parallelo; il sergente sale sul mezzo e saluta quel Fuyuki, fra molta commozione per entrambi. Giroro si è appena messo una polpetta bollente sotto l'orecchio, quando giunge Keroro, fra la felicità di tutti: il vero Fuyuki gli chiede cosa abbia fatto e cosa sia successo in quel frangente, ma il sergente preferisce mantenere il segreto. |                   |                 |